# Nicola di Maestro Antonio d'Ancona
Nicola di Maestro Antonio d'Ancona (Ancona, fine XV secolo – dopo il 1511) è stato un pittore italiano, documentato dal 1465 fino al 5 febbraio 1511.

Santa Maria Maddalena (particolare) - Ashmolean Museum, Oxford

Attivo nelle Marche, fu uno degli esponenti principali del Rinascimento Adriatico. 
Era anche un esperto incisore ed è stato recentemente identificato come il 'Maestro dei Tarocchi Sola Busca' della Pinacoteca di Brera.

## Biografia
Nicola di Maestro Antonio d'Ancona, figlio del pittore fiorentino Antonio di Domenico, si forma forse a Padova, poi ritorna nella nativa Ancona. Fu ispirato dallo stile di Piero della Francesca e di Carlo Crivelli; La sua arte ha degli elementi in comune con quella di Bartolomeo di Tommaso da Foligno.

## Opere
- San Girolamo nel deserto (1472?), Galleria Sabauda, Torino.
- Vergine con Bambino in trono con i Santi Leonardo, Girolamo, Giovanni Battista e Francesco (1472), Carnegie Museum of Art, Pittsburgh
- Crocifissione, Galleria dell'Accademia, Venezia
- Annunciazione, Galleria Nazionale delle Marche, Urbino
- Santi Francesco d'Assisi e Giovanni Battista, Palazzo dei Papi, Avignone
- Madonna in trono fra Sant'Antonio da Padova, Sant'Andrea e Sant'Antonio Abate, Pinacoteca Vaticana, Roma

Pannelli provenienti da un polittico smembrato:
- Madonna con quattro Santi, Palazzo Massimo alle Colonne, Roma
- Resurrezione, lunetta, York, York Art Museum
- Predella con Annunciazione e Scene della Vita di Quattro Santi, Brooklyn Museum, New York.
- Sant'Antonio Abate, raccolta privata, Basilea

Pannelli a tempera provenienti da un polittico del 1480-90 circa, smembrato:
- Madonna in trono con il Bambino, Minneapolis Institute of Arts, Minneapolis
- Santa Maria Maddalena e San Francesco, Ashmolean Museum, Oxford
- San Pietro, Courtauld Gallery, Londra
- San Bartolomeo, Museo civico Amedeo Lia, La Spezia.

- San Francesco e San Giacomo, Musée du Petit Palais, Avignone
- San Giovanni Battista, Walters Art Museum, Baltimora
- Cristo lasso, Pinacoteca civica, Jesi.

- Santa Lucia fra i santi Antonio di Padova e Bernardino, Pinacoteca civica Fortunato Duranti, Montefortino.

## Galleria di opere

Santa Maria Maddalena -  - Ashmolean Museum, Oxford
San Francesco - Ashmolean Museum, Oxford
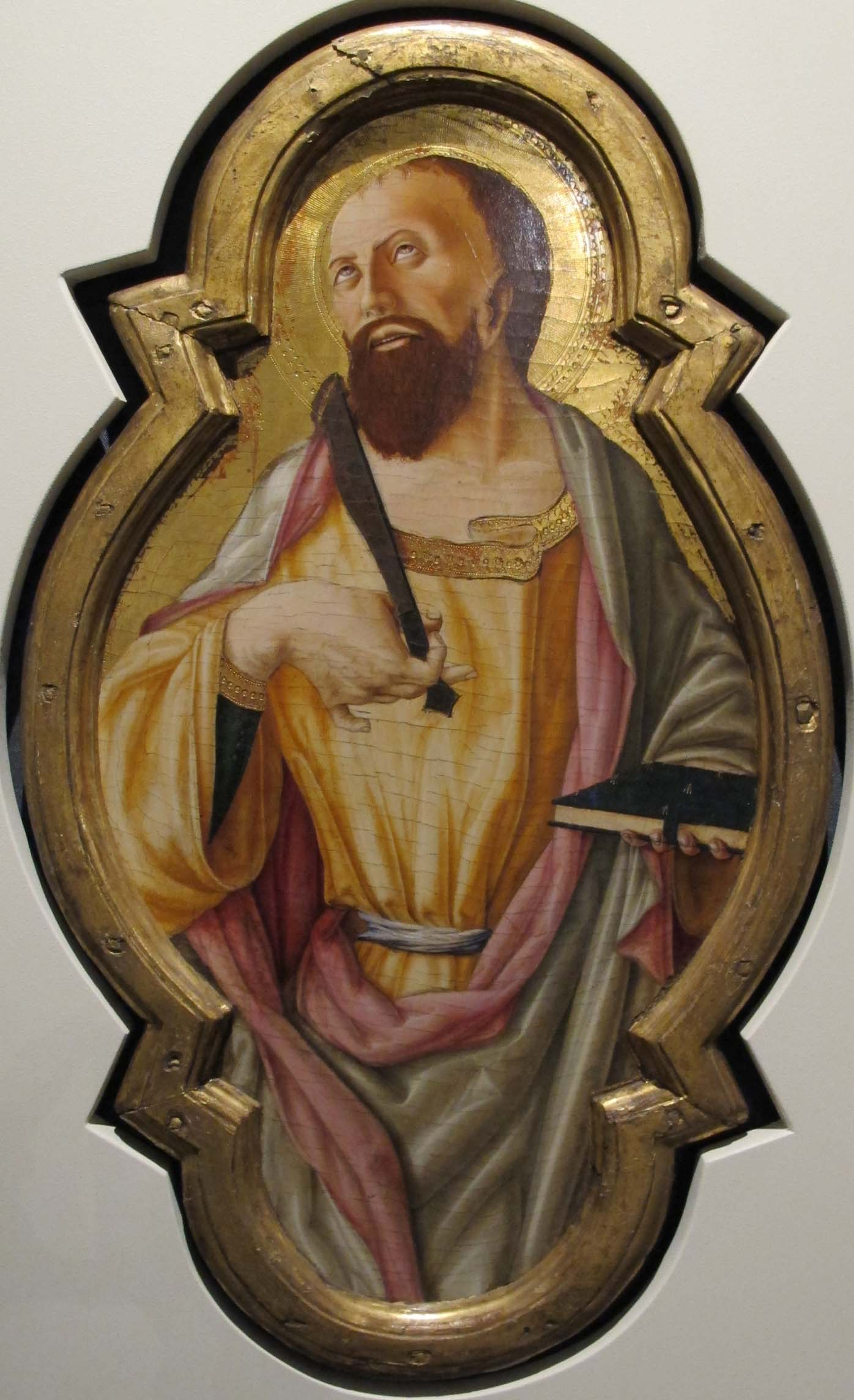
San Bartolomeo - Museo civico Amedeo Lia, La Spezia
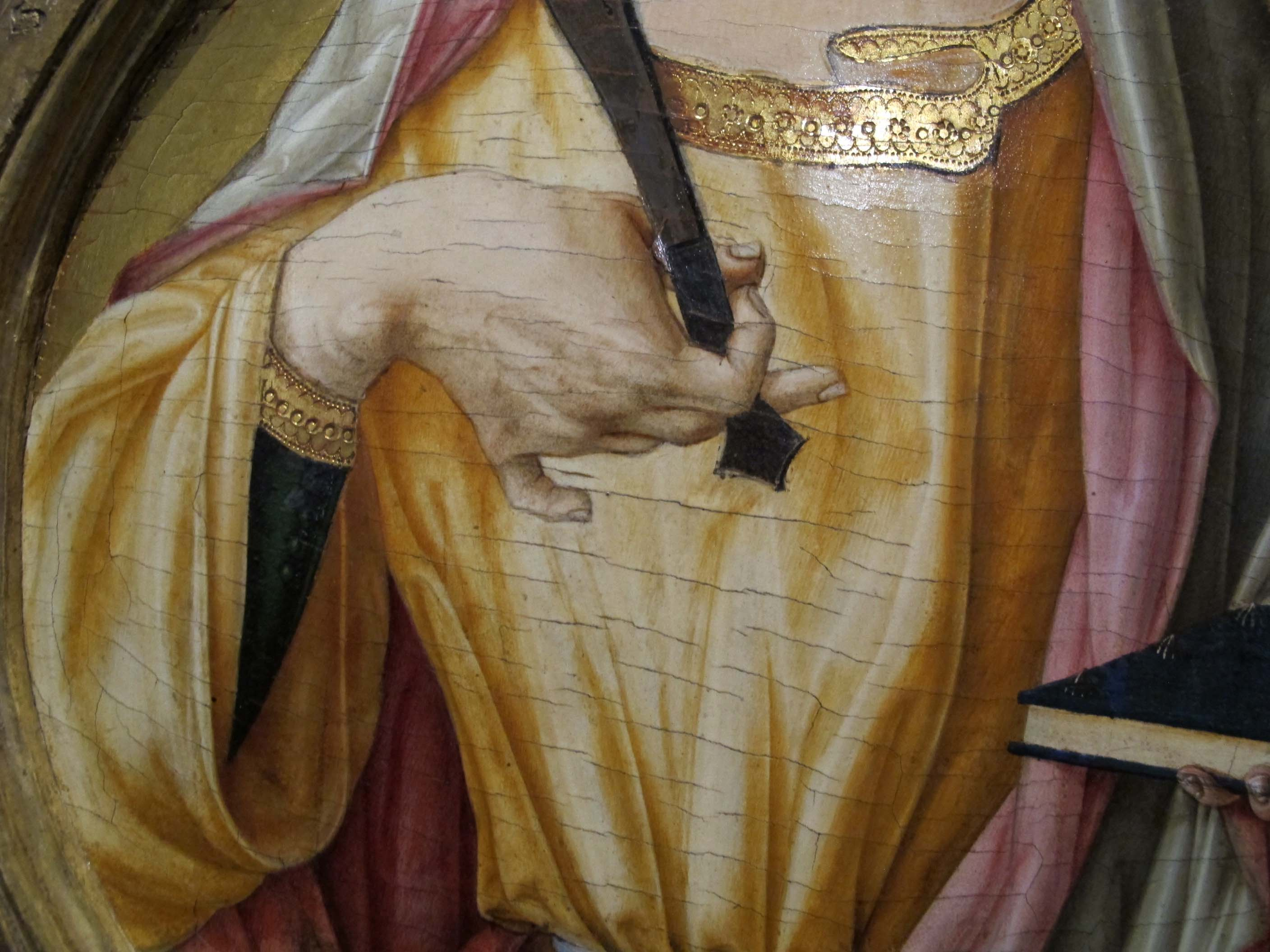
San Bartolomeo (particolare) - Museo civico Amedeo Lia, La Spezia
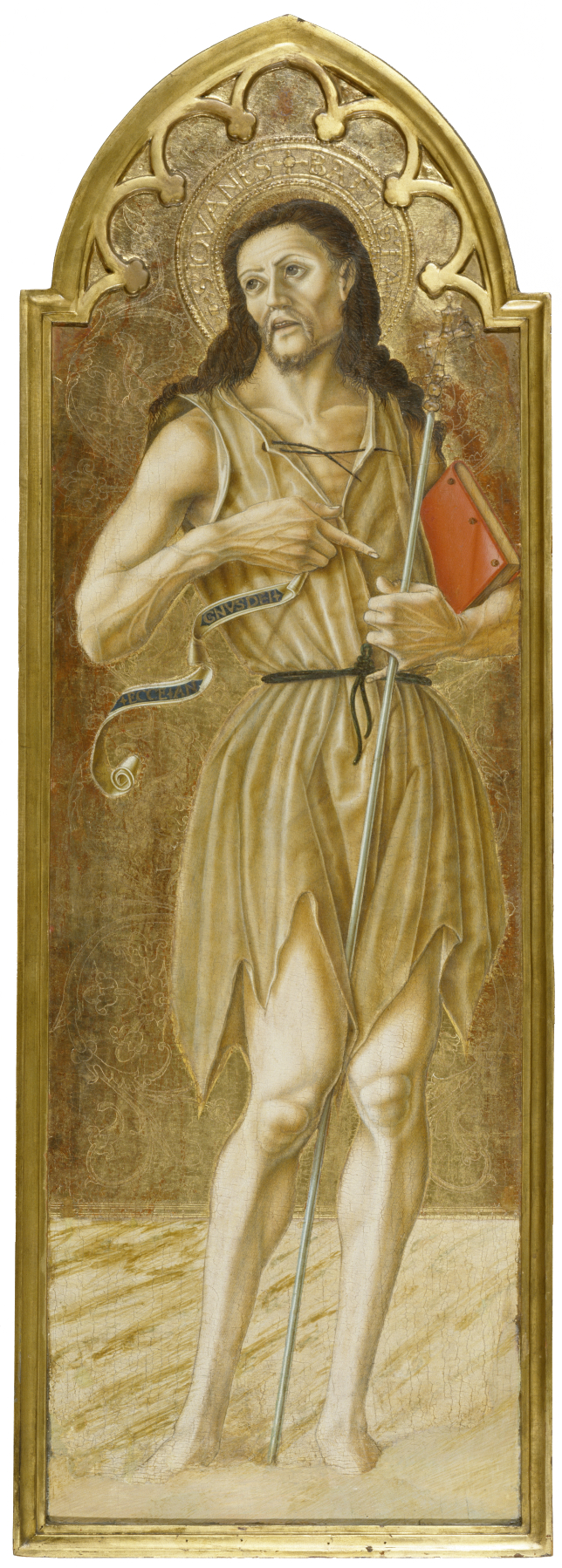
San Giovanni Battista - Walters Art Museum, Baltimora
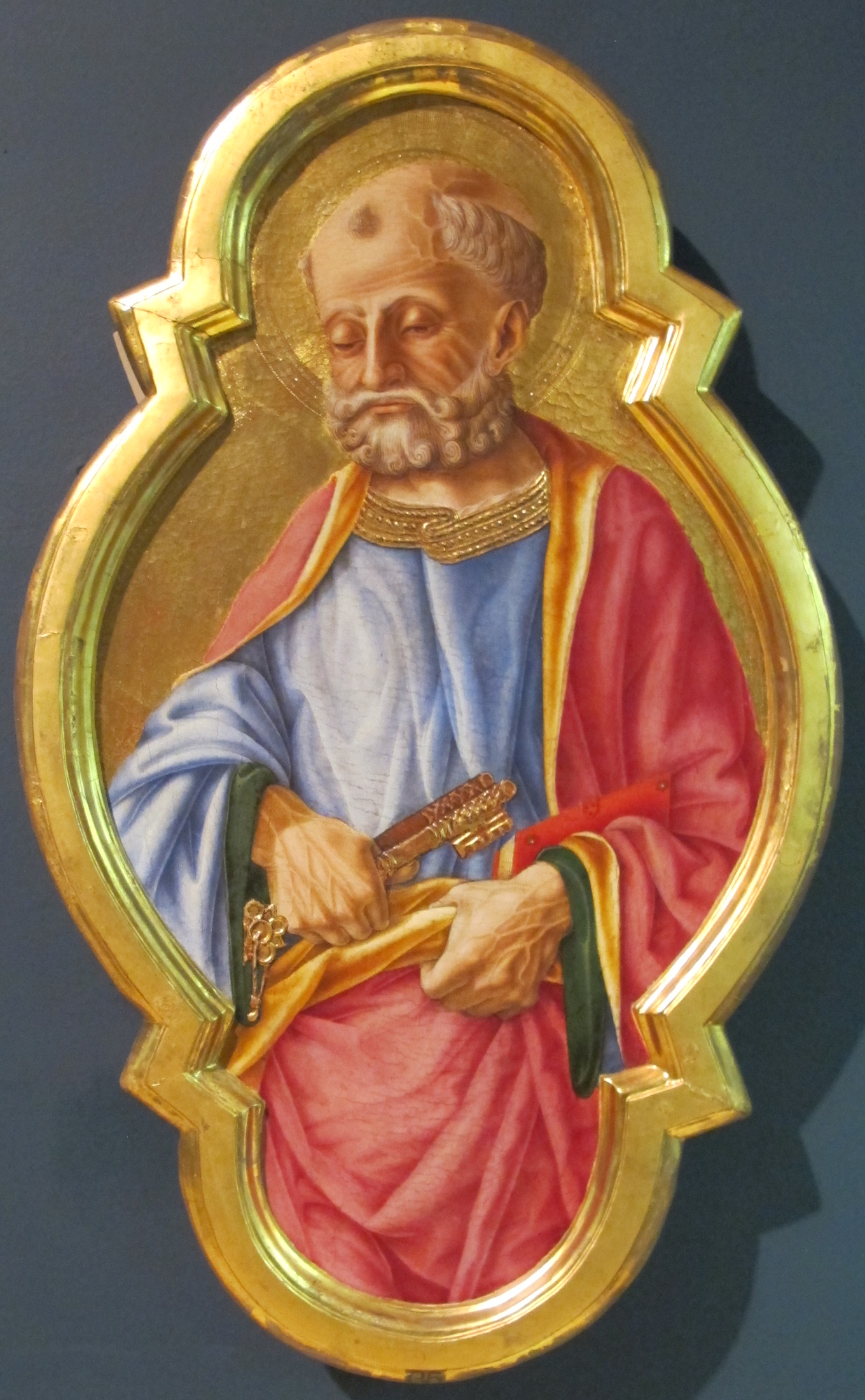
San Pietro - Courtauld Gallery, Londra
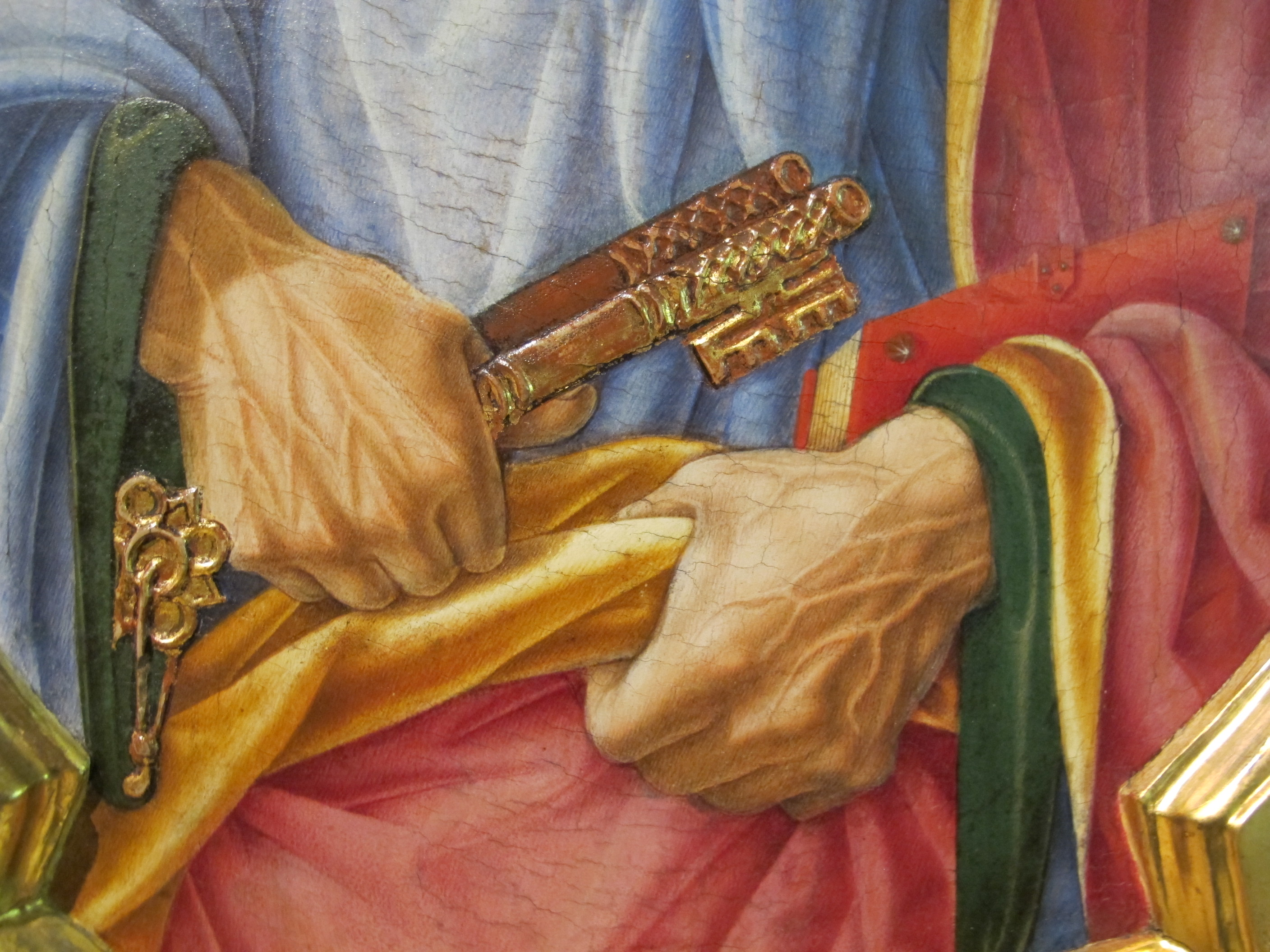
San Pietro (particolare)
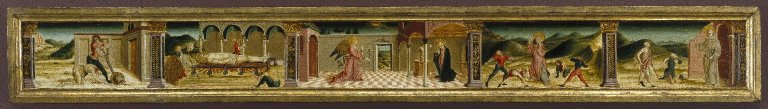
Predella con Annunciazione e Scene della vita di quattro santi - Brooklyn Museum, New York
Pala di San Francesco alle Scale - Carnegie Museum of Art, Pittsburgh
Pala di San Francesco alle Scale (particolare con la firma)
Annunciazione - Galleria Nazionale delle Marche, Urbino
Cristo lasso - Pinacoteca civica, Jesi
Madonna in trono con Bambino - Minneapolis Institute of Arts, Minneapolis